# Amvrosij (Fedukovič)
Amvrosij (světským jménem: Artur Stěpanovič Fedukovič; * 17. června 1977, Mjory) je běloruský duchovní Ruské pravoslavné církve, biskup trakajský a vikář vilniuské eparchie.

## Život
Narodil se 17. června 1977 v Mjorech v rodině lékaře. Pokřtěn byl se jménem Archil na počest svatého mučedníka a gruzínského krále Archila II. v chrámu svatého Mikuláše Divotvorce ve Vilniusu.
Roku 1995 dokončil vilniuskou střední školu č. 8. a poté nastoupil na ekonomickou fakultu Vilniuské univerzity. Studium dokončil roku 1999 s titulem bakaláře sociální ekonomiky. Roku 2001 dokončil magisterské studium mezinárodního obchodu na stejné univerzitě. Má také magisterský titul z administrativy managementu a podnikání.
V letech 1998–1999 pracoval jako ekonom vydavatelství časopisu a v letech 1999–2001 jako inspektor ústřední kanceláře litevské daňové policie.
Rok 2005 byl přijat do Trojicko-sergijevské lávry. O rok později dokončil studium na Moskevském duchovním semináři. Během svého studiu byl zapisovatelem staršího asistenta prorektora pro pedagogickou činnost Moskevské duchovní akademie a semináře. Působil jako tako zpěvák sboru, sbormistr a člen misijní a vězeňské služby akademie.
Dne 15. dubna 2006 byl v chrámu Svaté Trojice Trojicko-sergijevské lávry představeným monastýru a biskupem sergijevo-posadským Feognostem (Guzikovem) postřižen na rjasofora se jménem Archil. Dne 12. listopadu stejného roku jej biskup Feognost v chrámu Zesnutí přesvaté Bohorodice lávry rukopoložil na hierodiakona.
Dne 11. dubna 2009 byl biskupem Feognostem v chrámu Svaté Trojice lávry postřižen na monacha se jménem Amvrosij na počest svatého Ambrože Optinského. Dne 8. října jej v chrámu Zesnutí přesvaté Bohorodice patriarcha moskevský Kirill rukopoložil na jeromonacha.
V letech 2005–2007 sloužil jako asistent pokladníka lávry a vedoucí duchovního a vzdělávacího centra lávry. Následně od roku 2008 sloužil jako asistent ekonoma a vedoucí požární a technické bezpečnotní služby lávry. Od roku 2009 byl pokladníkem lávry. Tuto funkci zastával do roku 2011, kdy také dokončil studium na Moskevské duchovní akademii. Poté vykonával různé tradiční služby lávry jako je zpověď či sloužení bohoslužeb. Od roku 2013 sloužil v poutním centru lávry a kontrolní a revizní službě. Od října 2014 do srpna 2015 pracoval v keramické dílně lávry.
Dne 29. srpna 2015 byl ustanoven představeným monastýru svatého Vladimíra na pramenu Dněpru v Syčjovském rajónu Smolenské oblasti. Dne 25. dubna 2016 byl Svatým synodem potvrzen v této funkci a v chrámu Svaté Trojice ve Vjazmě byl biskupem vjazemským a gagarinským Sergijem (Zjaťkovem) povýšen na igumena.
Od června 2016 se stal představeným Tichvinského podvorje Vladimirského monastýru ve Smolensku.
Dne 2. prosince 2016 byl ustanoven představeným chrámu Proměnění Páně v Gagarinu) se zachováním předchozích funkcí. Stejného dne byla farnost přeměněna na podvorje Vladimirského monastýru.
Dne 11. března 2020 byl Svatým synodem zvolen biskupem trakajským a vikářem vilniuské eparchie. Dne 15. března byl v monastýru Svatého Ducha ve Vilniusu metropolitou vilniuským a litevským Innokentijem (Vasiljevem) povýšen na archimandritu. Dne 18. srpna 2020 byl v chrámu Krista Spasitele v Moskvě oficiálně jmenován biskupem a 23. srpna proběhla v chrámu Narození přesvaté Bohorodice Savvino-Storoževského monastýru ve Zvenigorodz jeho biskupská chirotonie. Světiteli byli patriarcha moskevský Kirill, metropolita volokolamský Ilarion (Alfejev), metropolita voskresenský Dionisij (Porubaj), metropolita vilniuský a litevský Innokentij (Vasiljev), arcibiskup vitebský a oršanský Dzimitryj (Drazdou), arcibiskup kaširský Feognost (Guzikov), biskup pavlovo-posadský Foma (Mosolov).
Hovoří plynně litevsky a anglicky.